# 生きている大自然
『生きている大自然』（いきているだいしぜん）は、1974年7月5日から1975年6月28日までNET系列局で放送されていたNETテレビ（現・テレビ朝日）製作のドキュメンタリー番組である。

## 概要
破壊されつつある大自然の中を美しく雄々しく生き抜く野生動物と、それらを保護しようとしている人々の姿を描いていた番組。岸田今日子のナレーションで進行していた。

## 放送時間
いずれも日本標準時。
- 金曜 19:30 - 20:00 （1974年7月5日 - 1974年9月27日）
- 土曜 18:00 - 18:30 （1974年10月5日 - 1975年6月28日）

## 備考
- 腸捻転の解消により、1975年4月から毎日放送に替わってNET系列に属した朝日放送は、土曜18:00枠で『秘密戦隊ゴレンジャー』を先行ネットしていた関係上、別の枠[どれ?]でこの番組をネットしていた。
- 広島ホームテレビも土曜18:00枠に別の番組を編成していたため、1975年3月最終週時点では帯編成での放送が行われていた[2]。本放送終了後の1976年には中国放送（TBS系列）が日曜11:30 - 12:00に再放送を行っている[3]。